# 宋景诗
宋景诗（1842年—？），山东省堂邑县（今冠县）人，清朝民變领袖，清末山东黑旗军首领。

## 生平
清咸丰十一年（1861年）因为被人指控加入白莲教造反，於是组建“黑旗军”。朝廷派胜保镇压，宋景诗投降胜保。同年胜保因支持慈禧等人发动辛酉政变而居功甚伟。宋景诗在胜保麾下作战勇猛得到提升。
次年因黑旗军在家乡的亲属受到同县柳林镇（武训的家乡）的民团“柳林团”欺压而再次造反，未成。
同治二年（1863年）胜保死于政治斗争之后第三次造反。初败于僧格林沁，但在同治四年和捻军合作，于曹州（今菏泽曹县）大败清军。此战中僧格林沁被杀。
之后不知所终。

## 影響
- 1952年在《武训传》被中共批判的时候，到武训家乡的调查组发现有宋景诗这样一个农民起义领袖，于是上海的电影界拍摄了电影《宋景诗》。主演崔嵬，编剧陈白尘、贾霁，导演郑君里、孙瑜（未署名），由崔嵬饰演宋景诗，石挥饰演僧格林沁。1976年TVB系列剧《民间传奇》将该电影改编为两集单元剧，由郑少秋饰演宋景诗，关海山饰演僧格林沁。